# Smalstäkra
Smalstäkra (Oenanthe lachenalii) är en växtart i familjen flockblommiga växter. 

## Beskrivning
Smalstäkra är en högväxt, vattenlevande ört. Stjälken blir drygt en meter hög och är smal, fågrenig och inte uppblåst. Bladen är dubbelt parflikiga med långa smala bladflikar, de övre är dock enkelt parflikiga. Smalstäkra blommar i juli-augusti med små vita blommor som sitter i flockar med få delflockar. Allmänt svepe saknas ofta och  småflockarnas enskilda svepe har smala svepeblad utan hinnkant. Frukterna är omvänt koniska, upp till tre millimeter långa, samt har kvarsittande foder och stift.
Smalstäkra kännetecknas av sin trinda, icke uppblåsta stjälk, smalflikiga blad och små blomflockar. Den kan endast förväxlas med pipstäkra (O. fistulosa), men den senare har mindre blad, samt pipformigt uppblåsta stjälkar och bladskaft. 

## Utbredning
Smalstäkra är mycket sällsynt och förekommer bara i Blekinge. Den växer i vassar och strandängar vid havet.  Första fynduppgift är från Blekinge där den hittades av Nils Söderström 1927, fyndet publicerades tre år senare i artikeln Oenanthe lachenalii i Sverige (Svensk Botanisk Tidskrift 24: 139). 

## Etymologi
Artnamnet lachenalii hedrar den schweiziske botanisten Werner de la Chenal (1736-1800). 